# 福氏马先蒿扇苞亚种
福氏马先蒿扇苞亚种（学名：Pedicularis forrestiana sp. flabellifera）为玄参科马先蒿属下的一个亚种。

## 扩展阅读
- 維基物種上的相關：福氏马先蒿扇苞亚种